# Shinobi X
Shinobi X, in Japan als Shin Shinobi Den und in Nordamerika als Shinobi Legions bekannt, ist ein Jump ’n’ Run für das Sega Saturn. Es erschien erstmals am 30. Juni 1995 in Japan. In den Vereinigten Staaten erschien das Spiel am 21. September 1995. In Europa kam das Spiel am 6. Oktober 1995 heraus.

## Handlung
Jahre des Bürgerkriegs haben den Ninjutsu-Kodex und seine Krieger an den Rand des Aussterbens gebracht. Ein Ninjutsu-Meister wählt drei Schüler aus, um die Ninja-Traditionen für die nächste Generation weiterzuführen. Das sind die zwei Brüder Kazuma und Sho und seine eigene Tochter Aya. Der Meister trainiert seine Schüler.
Fünfzehn Jahre später beginnt Kazuma alle Ninjutsu-Lehren abzulehnen, mit Ausnahme der Krafttechnik. Besessen von Macht verlangt Kazuma, dass der Meister ihm die ultimative Technik beibringt. Der Meister weigert sich und Kazuma schwört, eines Tages zurückzukehren und sich zu rächen. Sho und Aya setzen ihre Studien fort und meistern die Ninjutsu-Lehren. Kazuma entführt Aya, um sie als Köder für Sho zu benutzen. Am Ende des Kampfes zwischen Sho und Kazuma, opfert sich Kazuma, um Aya und Sho vor einer Explosion zu retten.

## Spielprinzip
Das Spiel ist ein Side-Scrolling-Actionspiel. Unterwegs wird der Protagonist Ninja Sho auf verschiedene Feinde und Hindernisse stoßen, die die Fähigkeiten des Spielers auf die Probe stellen. Bei jeden Level erwartet den Spieler ein Boss-Gegner. Das Gameplay selbst ist größtenteils das gleiche wie in Shinobi III: Return of the Ninja Master. Diesmal liegt der Schwerpunkt jedoch auf der Verwendung von Shos Katana anstelle seiner Shuriken. Die vier Ninjutsu-Techniken aus früheren „Shinobi“-Spielen sind ebenfalls verschwunden. Außerdem findet man in jedem Level blaue Kugeln, die Lebenskugeln genannt werden. Jedes Mal wenn es dem Spieler gelingt, zehn davon zu sammeln, gewinnt Sho ein extra Leben. Einige Gegenstandskisten enthalten Bomben, die Sho Schaden zufügen, wenn er sie berührt.

## Rezeption
Famitsu gab 26 von 40 Punkten. GamePro gab eine gute Kritik ab und lobten besonders die neuen Verteidigungsbewegungen und die größere Vielfalt an Feinden im Vergleich zu früheren Shinobi-Spielen. Sie waren auch der Meinung, dass die Sprites vom Spiel besser waren als die Polygone in den anderen Saturn-Spiele. Vier Kritiker von Electronic Gaming Monthly lobten ebenfalls die neuen Verteidigungsbewegungen und die „flüssige“ Grafik. Sie hatten unterschiedliche Reaktionen auf die FMV-Zwischensequenzen und zwei der Kritiker waren der Meinung, dass dem Spiel das "Gefühl" früherer Shinobi-Spiele fehlte, aber alle vier waren sich einig, dass das Spiel sowohl visuell beeindruckend als auch unterhaltsam war. Next Generation bemerkte zwar, dass das Spiel gegenüber seinen Vorgängern der letzten Generation keinen wirklichen Fortschritt im Gameplay gemacht habe, argumentierte jedoch, dass es auch den Standard des exzellenten Gameplays beibehält, der den Vorgängern festgelegt wurde und, dass die Grafik wahrscheinlich ausreichen würde, um Fans der „Shinobi“-Serie zu beruhigen. Sega Saturn Magazine sagte, dass es sich gut spielt, aber die Fähigkeiten des Saturn nicht wirklich nutzt und nannte es „ein weiteres Shinobi-Spiel, das es irgendwie geschafft hat, seinen Weg auf einem CD statt einem Cartridge zu finden.“ Sie schlugen vor, dass die FMV-Szenen einfach als Entschuldigung hinzugefügt wurden, um das Spiel auf dem Saturn statt auf den Sega Mega Drive zu veröffentlichen. Ein Kritiker von Maximum beschrieb es als „eine Enttäuschung“ im Vergleich zu den früheren Shinobi-Spielen, gab aber keine Einzelheiten an.